# Croxby
Croxby – wieś w Anglii, w Lincolnshire, w dystrykcie West Lindsey, w civil parish Thoresway. Leży 34.8 km od Lincoln i 217.4 km od Londynu.
W 1931 roku civil parish liczyła 77 mieszkańców. Croxby jest wspomniana w Domesday Book (1086) jako Cro(c)sbi.